# Kościół Ducha Świętego w Kożuchowie

Rekonstrukcja układu przestrzennego miasta z XV–XVI w

Kościół pw. Ducha Świętego w Kożuchowie – Kirche vom Heiligen Geist zu Freystadt – zabytkowy kościół w Kożuchowie, w powiecie nowosolskim (województwo lubuskie).
Kościół filialny (pomocniczy) parafii pw. Matki Bożej Gromnicznej w Kożuchowie, dekanatu Kożuchów, diecezji zielonogórsko-gorzowskiej, metropolii szczecińsko-kamieńskiej.

## Historia
Kościół szpitalny wzniesiony przy szpitalu pod tym samym wezwaniem założono w drugiej połowie XIII wieku na dawnym przedmieściu żagańskim czyli poza murami miejskimi, przy obecnej ulicy 1 Maja. Pierwsza wzmianka w dokumentach pochodzi z 1320 r. mówiąca o zwiększeniu dotacji na kościół przez księcia Henryka IV. Następna pochodzi z 1349 r., kiedy to żagański mieszczanin Peter Unglowbe przekazywał na rzecz szpitala św. Ducha część dochodów ze wsi Cisów. 
Pierwotnie była to prosta budowla posiadająca tylko nawę i prezbiterium. Prawdopodobnie w XV w. nastąpiła przebudowa kościoła w stylu gotyckim. Nawa otrzymała wówczas nowy płaski strop a prezbiterium sklepienie sieciowe. Od północy dobudowano również małą zakrystię. W latach 1522–1524 oddany był do użytkowania luteranom. Naprzeciw kościoła założono cmentarz ewangelicki, na terenie którego znajduje się obecnie lapidarium rzeźby nagrobnej. Kolejnej przebudowy dokonano w drugiej połowie XVII w. Nastąpiła wówczas rozbudowa kościoła w kierunku zachodnim, a wnętrza otrzymały nowe wyposażenie. Z tego okresu pochodzą też otwory okienne. Szpital znajdował się na zapleczu kościoła, a całość otoczona była murem z bramką od ulicy. W 1830 roku wzniesione zostały nowe zabudowania szpitala, które zostały jednak wkrótce zlikwidowane. W XIX w. zlikwidowano także przykościelny cmentarz.
Ostatnia renowacja nastąpiła w końcu XX w., kiedy to zamurowano dolne partie okien nawy i wykonano nowe elewacje, zakrywając XIII-wieczne polne kamienie, z których zbudowany jest budynek.
Wewnątrz kościoła znajduje się obraz z XVIII w. ukazuje panoramę miasta z tego okresu.

## Architektura
Kościół jednonawowy, podpiwniczony, z wyodrębnionym prezbiterium. Od północy przylega mała zakrystia. Nawa nakryta prostym stropem, prezbiterium sklepieniem sieciowym. Wyposażenie pochodzi z okresu baroku. Szczyt wschodni prezbiterium udekorowany układem blend.